# Coppa del Mondo di bob 2007
La Coppa del Mondo di bob 2006/07, organizzata dalla FIBT, è iniziata il 1º dicembre 2006 a Calgary, in Canada ed è terminata il 25 febbraio 2007 a Schönau am Königssee in Germania. Si sono disputate ventiquattro gare, otto nel bob a 2 uomini, nel bob a 2 donne e nel bob a 4 in otto differenti località.
Nel corso della stagione si sono tenuti anche i campionati mondiali di Sankt Moritz 2007, in Svizzera, competizione non valida ai fini della Coppa del Mondo mentre la tappa di Cortina d'Ampezzo ha assegnato anche il titolo europeo.

Questa Coppa del Mondo si è svolta come di consueto in parallelo alla Coppa del Mondo di skeleton.

## Risultati

### Uomini
| Data             | Località             | Specialità | Primi classificati                                                             | Secondi classificati                                                      | Terzi classificati                                                      |
| ---------------- | -------------------- | ---------- | ------------------------------------------------------------------------------ | ------------------------------------------------------------------------- | ----------------------------------------------------------------------- |
| 1º dicembre 2006 | Calgary              | A due      | André Lange Kevin Kuske Germania                                               | Steven Holcomb Brock Kreitzburg Stati Uniti                               | Pierre Lueders Lascelles Brown Canada                                   |
| 2 dicembre 2006  | Calgary              | A quattro  | André Lange Alexander Rödiger Kevin Kuske Martin Putze Germania                | Evgenij Popov Roman Orešnikov Dmitrij Trunenkov Dmitrij Stëpuškin Russia  | Pierre Lueders Ken Kotyk David Bissett Lascelles Brown Canada           |
| 8 dicembre 2006  | Park City            | A due      | André Lange Kevin Kuske Germania                                               | Steven Holcomb Brock Kreitzburg Stati Uniti                               | Pierre Lueders Lascelles Brown Canada                                   |
| 9 dicembre 2006  | Park City            | A quattro  | Evgenij Popov Dmitrij Trunenkov Roman Orešnikov Dmitrij Stëpuškin Russia       | André Lange Alexander Rödiger Kevin Kuske Martin Putze Germania           | Jānis Miņins Daumants Dreiškens Ainārs Podnieks Reinis Rozitis Lettonia |
| 16 dicembre 2006 | Lake Placid          | A due      | André Lange Kevin Kuske Germania                                               | Steven Holcomb Brock Kreitzburg Stati Uniti                               | Pierre Lueders Lascelles Brown Canada                                   |
| 17 dicembre 2006 | Lake Placid          | A quattro  | Evgenij Popov Roman Orešnikov Dmitrij Trunenkov Dmitrij Stëpuškin Russia       | Jānis Miņins Daumants Dreiškens Ainārs Podnieks Reinis Rozitis Lettonia   | Fabrizio Tosini Ivan Giordani Danilo Santarsiero Mirko Turri Italia     |
| 13 gennaio 2007  | Cortina d'Ampezzo    | A due      | Steven Holcomb Brock Kreitzburg Stati Uniti                                    | Pierre Lueders David Bissett Canada                                       | Ivo Danilevič Roman Gomola Rep. Ceca                                    |
| 14 gennaio 2007  | Cortina d'Ampezzo    | A quattro  | Steven Holcomb Pavle Jovanovic Steve Mesler Brock Kreitzburg Stati Uniti       | André Lange Alexander Rödiger Kevin Kuske Martin Putze Germania           | Pierre Lueders Ken Kotyk David Bissett Lascelles Brown Canada           |
| 20 gennaio 2007  | Igls                 | A due      | Ivo Rüegg Cédric Grand Svizzera e Steven Holcomb Curtis Tomasevicz Stati Uniti | non assegnato                                                             | Wolfgang Stampfer Gerhard Köhler Austria                                |
| 21 gennaio 2007  | Igls                 | A quattro  | Steven Holcomb Pavle Jovanovic Steve Mesler Brock Kreitzburg Stati Uniti       | Evgenij Popov Roman Orešnikov Dmitrij Trunenkov Dmitrij Stëpuškin Russia  | Karl Angerer Andreas Udvari Marc Kühne Benjamin Mielke Germania         |
| 10 febbraio 2007 | Cesana Torinese      | A due      | Aleksandr Zubkov Aleksej Voevoda Russia                                        | André Lange Kevin Kuske Germania                                          | Simone Bertazzo Samuele Romanini Italia                                 |
| 11 febbraio 2007 | Cesana Torinese      | A quattro  | Steven Holcomb Pavle Jovanovic Steve Mesler Brock Kreitzburg Stati Uniti       | Evgenij Popov Dmitrij Stëpuškin Aleksej Selivërstov Kirill Sosunov Russia | André Lange René Hoppe Kevin Kuske Martin Putze Germania                |
| 17 febbraio 2007 | Winterberg           | A due      | André Lange Kevin Kuske Germania                                               | Matthias Höpfner Andreas Porth Germania                                   | Pierre Lueders David Bissett Canada                                     |
| 18 febbraio 2007 | Winterberg           | A quattro  | Evgenij Popov Roman Orešnikov Dmitrij Trunenkov Dmitrij Stëpuškin Russia       | Steven Holcomb Pavle Jovanovic Steve Mesler Brock Kreitzburg Stati Uniti  | Jānis Miņins Daumants Dreiškens Ainārs Podnieks Reinis Rozitis Lettonia |
| 23 febbraio 2007 | Schönau am Königssee | A due      | André Lange Kevin Kuske Germania                                               | Matthias Höpfner Andreas Porth Germania                                   | Pierre Lueders David Bissett Canada                                     |
| 25 febbraio 2007 | Schönau am Königssee | A quattro  | Pierre Lueders Ken Kotyk David Bissett Lascelles Brown Canada                  | Steven Holcomb Pavle Jovanovic Steve Mesler Brock Kreitzburg Stati Uniti  | Jānis Miņins Daumants Dreiškens Ainārs Podnieks Reinis Rozitis Lettonia |

### Donne
| Data             | Località             | Specialità | Prime classificate                            | Seconde classificate                       | Terze classificate                                                                         |
| ---------------- | -------------------- | ---------- | --------------------------------------------- | ------------------------------------------ | ------------------------------------------------------------------------------------------ |
| 1º dicembre 2006 | Calgary              | A due      | Shauna Rohbock Valerie Fleming Stati Uniti    | Cathleen Martini Janine Tischer Germania   | Sandra Kiriasis Romy Logsch Germania                                                       |
| 8 dicembre 2006  | Park City            | A due      | Shauna Rohbock Valerie Fleming Stati Uniti    | Cathleen Martini Janine Tischer Germania   | Helen Upperton Jennifer Ciochetti Canada                                                   |
| 16 dicembre 2006 | Lake Placid          | A due      | Cathleen Martini Janine Tischer Germania      | Helen Upperton Jaime Cruickshank Canada    | Shauna Rohbock Valerie Fleming Stati Uniti e Sandra Kiriasis Anja Schneiderheinze Germania |
| 12 gennaio 2007  | Cortina d'Ampezzo    | A due      | Sandra Kiriasis Romy Logsch Germania          | Cathleen Martini Janine Tischer Germania   | Helen Upperton Jennifer Ciochetti Canada                                                   |
| 20 gennaio 2007  | Igls                 | A due      | Sandra Kiriasis Anja Schneiderheinze Germania | Shauna Rohbock Valerie Fleming Stati Uniti | Cathleen Martini Janine Tischer Germania                                                   |
| 10 febbraio 2007 | Cesana Torinese      | A due      | Sandra Kiriasis Anja Schneiderheinze Germania | Shauna Rohbock Valerie Fleming Stati Uniti | Cathleen Martini Janine Tischer Germania                                                   |
| 17 febbraio 2007 | Winterberg           | A due      | Sandra Kiriasis Romy Logsch Germania          | Shauna Rohbock Valerie Fleming Stati Uniti | Cathleen Martini Janine Tischer Germania                                                   |
| 24 febbraio 2007 | Schönau am Königssee | A due      | Sandra Kiriasis Berit Wiacker Germania        | Shauna Rohbock Valerie Fleming Stati Uniti | Cathleen Martini Janine Tischer Germania                                                   |

## Classifiche

### Bob a due uomini
| Pos. | Nome pilota       | Nazione     | CAL | PKC | LAK | COR | IGL | CES | WIN | KÖN | Totale |
| ---- | ----------------- | ----------- | --- | --- | --- | --- | --- | --- | --- | --- | ------ |
| 1    | Steven Holcomb    | Stati Uniti | 2   | 2   | 2   | 1   | 4   | 1   | 7   | 4   | 660    |
| 2    | Pierre Lueders    | Canada      | 3   | 3   | 3   | 2   | 1   | 4   | 3   | 3   | 660    |
| 3    | André Lange       | Germania    | 1   | 1   | 1   | 5   | -   | DSQ | 1   | 1   | 565    |
| 4    | Matthias Höpfner  | Germania    | 5   | 5   | 4   | DSQ | 9   | 7   | 2   | 2   | 480    |
| 5    | Ivo Rüegg         | Svizzera    | 3   | 4   | 16  | 4   | 11  | 1   | 9   | 14  | 458    |
| 6    | Wolfgang Stampfer | Austria     | 8   | 7   | 5   | 7   | 7   | 3   | 6   | 13  | 453    |
| 7    | Simone Bertazzo   | Italia      | 7   | 12  | 6   | 8   | 6   | 9   | 10  | 6   | 408    |
| 8    | Daniel Schmid     | Svizzera    | 11  | 9   | 8   | 25  | 3   | 8   | 7   | 9   | 370    |
| 9    | Patrice Servelle  | Monaco      | 17  | 11  | 7   | 9   | 10  | 6   | 15  | 8   | 340    |
| 10   | Evgenij Popov     | Russia      | 10  | 10  | 10  | 13  | 12  | 5   | 14  | 10  | 332    |

### Bob a quattro uomini
| Pos. | Nome pilota       | Nazione     | CAL | PKC | LAK | COR | IGL | CES | WIN | KÖN | Totale |
| ---- | ----------------- | ----------- | --- | --- | --- | --- | --- | --- | --- | --- | ------ |
| 1    | Evgenij Popov     | Russia      | 2   | 1   | 1   | 4   | 2   | 2   | 1   | 9   | 685    |
| 2    | Steven Holcomb    | Stati Uniti | 5   | 6   | 7   | 1   | 1   | 1   | 2   | 2   | 660    |
| 3    | Pierre Lueders    | Canada      | 3   | 4   | 4   | 3   | 5   | 6   | 4   | 1   | 595    |
| 4    | Jānis Miņins      | Lettonia    | 6   | 3   | 2   | 7   | 4   | 4   | 3   | 3   | 585    |
| 5    | André Lange       | Germania    | 1   | 2   | -   | 2   | -   | 3   | 5   | 8   | 475    |
| 6    | Ivo Rüegg         | Svizzera    | 8   | 4   | 6   | 5   | 6   | 5   | 10  | 12  | 448    |
| 7    | Matthias Höpfner  | Germania    | 7   | 12  | 4   | 10  | 7   | 10  | 9   | 5   | 410    |
| 8    | Fabrizio Tosini   | Italia      | 17  | 13  | 3   | 12  | 10  | 8   | 6   | 6   | 383    |
| 9    | Wolfgang Stampfer | Austria     | 10  | 8   | 9   | 14  | 8   | 9   | 15  | 14  | 319    |
| 10   | Simone Bertazzo   | Italia      | 11  | 16  | 8   | 9   | 13  | 7   | 13  | 20  | 295    |

### Combinata uomini
| Pos. | Nome pilota       | Nazione     | CAL     | PKC     | LAK    | COR      | IGL    | CES     | WIN     | KÖN     | Totale |
| ---- | ----------------- | ----------- | ------- | ------- | ------ | -------- | ------ | ------- | ------- | ------- | ------ |
| 1    | Steven Holcomb    | Stati Uniti | 2 / 5   | 2 / 6   | 2 / 7  | 1 / 1    | 4 / 1  | 1 / 1   | 8 / 2   | 4 / 2   | 1320   |
| 2    | Pierre Lueders    | Canada      | 3 / 3   | 3 / 4   | 3 / 4  | 2 / 3    | 1 / 5  | 4 / 6   | 3 / 4   | 3 / 1   | 1255   |
| 3    | André Lange       | Germania    | 1 / 1   | 1 / 2   | 1 / -  | 5 / 2    | -      | DSQ / 3 | 1 / 5   | 1 / 8   | 1040   |
| 4    | Evgenij Popov     | Russia      | 10 / 2  | 10 / 1  | 10 / 1 | 13 / 4   | 12 / 2 | 5 /2    | 14 / 1  | 10 / 9  | 1017   |
| 5    | Ivo Rüegg         | Svizzera    | 3 / 8   | 4 / 4   | 16 / 6 | 4 / 5    | 11 / 6 | 1 / 5   | 9 / 10  | 14 / 12 | 9064   |
| 6    | Matthias Höpfner  | Germania    | 5 / 7   | 5 / 12  | 4 / 4  | DSQ / 10 | 9 / 7  | 7 /10   | 2 / 9   | 2 / 5   | 890    |
| 7    | Jānis Miņins      | Lettonia    | 14 / 6  | 15 / 3  | 17 / 2 | 11 / 7   | 15 / 4 | 11 / 4  | 12 / 3  | 17 / 3  | 827    |
| 8    | Wolfgang Stampfer | Canada      | 8 / 10  | 7 / 8   | 5 / 9  | 7 / 14   | 7 / 8  | 3 / 9   | 6 / 15  | 13 / 14 | 772    |
| 9    | Simone Bertazzo   | Italia      | 7 / 11  | 12 / 16 | 6 / 8  | 8 / 9    | 6 / 13 | 9 / 7   | 10 / 13 | 6 / 20  | 705    |
| 10   | Fabrizio Tosini   | Svizzera    | 13 / 17 | 14 / 13 | 10 / 3 | 12 / 12  | 8 / 10 | DSQ / 8 | 5 / 6   | 16 / 6  | 663    |

### Bob donne
| Pos. | Nome pilota         | Nazione     | CAL | PKC | LAK | COR | IGL | CES | WIN | KÖN | Totale |
| ---- | ------------------- | ----------- | --- | --- | --- | --- | --- | --- | --- | --- | ------ |
| 1    | Sandra Kiriasis     | Germania    | 3   | 4   | 3   | 1   | 1   | 1   | 1   | 1   | 730    |
| 2    | Shauna Rohbock      | Stati Uniti | 1   | 1   | 3   | 4   | 2   | 2   | 2   | 2   | 710    |
| 3    | Cathleen Martini    | Germania    | 2   | 2   | 1   | 2   | 3   | 3   | 3   | 3   | 690    |
| 4    | Helen Upperton      | Canada      | 4   | 3   | 2   | 3   | 4   | 4   | 4   | 4   | 600    |
| 5    | Maya Bamert         | Svizzera    | 7   | 9   | 11  | 8   | 7   | 6   | 5   | 6   | 429    |
| 6    | Jessica Gillarduzzi | Italia      | 11  | 12  | 9   | 5   | 5   | 12  | 10  | 9   | 373    |
| 7    | Amanda Stepenko     | Canada      | 10  | 8   | 6   | 10  | 11  | 7   | 11  | 13  | 360    |
| 8    | Eline Jurg          | Paesi Bassi | 9   | 10  | 10  | 13  | 12  | 10  | 8   | 8   | 340    |
| 9    | Viktorija Tokovaja  | Russia      | 6   | 5   | 13  | 14  | 10  | 8   | 15  | 15  | 334    |
| 10   | Susi Erdmann        | Germania    | -   | -   | -   | 6   | 6   | 5   | 7   | 5   | 305    |